# Niphargobates
Niphargobates là một chi giáp xác nước ngọt có 2 loài sống trong các hang động ở châu Âu là Niphargobates lefkodemonaki và Niphargobates orophobata.